# فیلوترا
فیلوترا (انگلیسی: Philotera؛ ‏یونانی: Φιλωτέρα؛ ‏زادهٔ ۳۱۵/۳۰۹ ق.م. - درگذشت احتمالاً پس از ۲۸۲ ق.م. و پیش از ۲۶۸ ق. م) نجیب‌زاده یونانی-مقدونی و شاهدخت مصری یونانی از دودمان بطلمیوسی بود.
فیلوترا دختر بطلمیوس یکم سوتر و برنیکه یکم مصر بود. او یک خواهر بزرگتر به نام آرسینوئه دوم و یک برادر کوچکتر به نام بطلمیوس دوم داشت که بعدها فرعون مصر شد. از ازدواج‌های قبلی والدینش، فیلوترا خواهر و برادر ناتنی مختلفی از پدر و مادرش داشت.
اطلاعات کمی از زندگی او وجود دارد. فیلوترا مدتی پس از به قدرت رسیدن بطلمیوس دوم به تخت سلطنت بطلمیوسی و قبل از مرگ آرسینوئه دوم درگذشت. این واقعیت که فیلوترا قبل از مرگ خواهرش درگذشت، با سرودی که کالیماخوس در مورد مرگ آرسینوئه دوم نوشته بود، اثبات شده است.
پس از مرگ فیلوترا، بطلمیوس دوم او را یک الهه ملکوتی کرد. بطلمیوس دوم معبدی را به افتخار او در اسکندریه بنا کرد. یونانیان و مصریان او را همراه با آرسینوئه دوم می‌پرستیدند و بطلمیوس دوم به افتخار او یک آیین مذهبی ایجاد کرد.

## شهر
فیلوترا نام باستانی سفاجا در مصر بود. این شهر را «ساتیروس» (یونانی باستان: Σάτυρος) تأسیس کرد و به افتخار خواهر متوفی بطلمیوس دوم فیلادلفوس نامید.